# Camponotus myoporus
Camponotus myoporus är en myrart som beskrevs av Clark 1938. Camponotus myoporus ingår i släktet hästmyror, och familjen myror. Inga underarter finns listade.